# Wola Jasienicka
Wola Jasienicka – wieś w Polsce, położona w województwie podkarpackim, w powiecie brzozowskim, w gminie Jasienica Rosielna}. Opasana jest na zewnątrz od zachodu i południa wałem wzgórz wchodzących w skład pasma Suchej Góry (wys. 591m). Najwyższe wzniesienie na tym terenie, należącym do Woli, to góra Połom o wysokości 455 m.
| SIMC    | Nazwa       | Rodzaj    |
| ------- | ----------- | --------- |
| 0352673 | Czerwonki   | część wsi |
| 0352680 | Krzemionka  | część wsi |
| 0352696 | Matejówka   | część wsi |
| 0352704 | Moczarze    | część wsi |
| 0352710 | Podlas      | część wsi |
| 0352727 | Poprawka    | część wsi |
| 0352733 | Sznajdrówka | część wsi |

W latach 1975–1998 miejscowość należała administracyjnie do województwa krośnieńskiego.
W roku 1971 we wsi wybudowano kościół filialny parafii Niepokalanego Poczęcia NMP w Jasienicy Rosielnej pw. św Stanisława Kostki.
W Woli Jasienickiej urodził się Ojciec Józef Krzysik (Krzysikiewicz) (ur. 31 marca 1800  – zm. 24 maja 1882) - autor prac teologicznych, wielokrotny prowincjał kapucyńskiej prowincji galicyjskiej, artysta malarz.
24 czerwca 1836 w Woli Jasienickiej urodził się Jakub Glazer - biskup pomocniczy diecezji przemyskiej w latach 1887-1898.